# Ágnes Zilahy
Ágnes Zilahy (* 12. Mai 1848 in Zilah, Königreich Ungarn; † 11. März 1908 in Szeged) war eine ungarische Schriftstellerin und Autorin.

## Leben
Ágnes Zilahy wuchs als Tochter von Károly Zilahy, einem vermögenden Rechtsanwalt und Oberstaatsanwalt des Komitats Közép-Szolnok, und seiner Frau Charitas Kállay in Zilah auf. Sie besuchte keine Schule, sondern erlernte das Lesen und Schreiben von ihren Geschwistern. Im Alter von achtzehn Jahren wurde sie 1866 Vollwaise und heiratete im selben Jahr den Journalisten Endre Becsky. 1868 wurde ihr Sohn László geboren. Die Ehe war jedoch unglücklich und sie wurde nach drei Jahren geschieden. Auch von ihrem zweiten Ehemann wurde sie geschieden und sie begann daraufhin zunächst Handschuhe auf Bestellung zu nähen, um ihren Lebensunterhalt zu bestreiten. Dann eröffnete sie eine Garküche, eine Kantine und begann in den 1880er Jahren Kurzgeschichten und Artikel zu hauswirtschaftlichen Themen zu schreiben, die in verschiedenen Zeitungen der Hauptstadt veröffentlicht wurden. 1891 erschien die erste Ausgabe ihres Kochbuchs Valódi magyar szakácskönyv, das auf Betreiben des Grafen Sándor Teleki entstanden ist. Nach zwei weiteren Buchveröffentlichungen wurde sie 1897 Leiterin einer Mensa an der Universität in Budapest. Weiterhin war sie fast zehn Jahre lang die Herausgeberin des Hausfrauenkalenders Gazdasszonyok naptára, der im Verlag Ernő Valter erschien. Als eine mittlerweile bekannte Frau heiratete sie zum dritten Mal, den Staatsbahninspektor István Gömöri. Sie starb in ihrem sechzigsten Lebensjahr in Szeged.
Ihr bekanntestes Werk, das Kochbuch Valódi magyar szakácskönyv, ist in zahlreichen Neuauflagen erschienen.
Der Journalist Károly Zilahy (1838–1864) und der Dichter Imre Zilahy (1845–1867) waren ihre Brüder.

## Werke (Auswahl)
- Valódi magyar szakácskönyv. Singer és Wolfner. Budapest 1891.
- Tört remények – jellemrajzok és egyéb tárczalevelek. Illés Neuwald Nyomda, Budapest 1894.
- Álmoskönyv. Budapest 1896.
- A befőttekről. Gyümölcs, főzelék és saláta épen való eltartása. Singer és Wolfner, Budapest 1899.
- Erdélyi konyha.  Singer és Wolfner, Budapest 1941.